# Llau de la Ginebrosa
La llau de la Ginebrosa és una llau del terme de Conca de Dalt, al Pallars Jussà, dins de l'antic terme d'Hortoneda de la Conca, en territori dels Masos de la Coma.
S'origina en el paratge de la Ginebrosa, on hi ha la Font de la Ginebrosa, des d'on davalla cap al nord. Dins de la Coma d'Orient marca el Clot de la Ginebrosa; passa pel costat de llevant dels Masos de la Coma, i s'aboca allà mateix en el barranc de la Coma d'Orient.